# 頭蓋骨自在主神廟
頭蓋骨自在主神廟（梵文 कपालीश्वर मंदिर， 拉丁字母轉寫 Kapālīśvara mandira）,印度供奉濕婆神的七大神廟之一，位於印度東南方泰米爾納德邦首府金奈南部的麥拉坡區（塔米爾語：மயிலாப்பூர்，孔雀鸣城）。

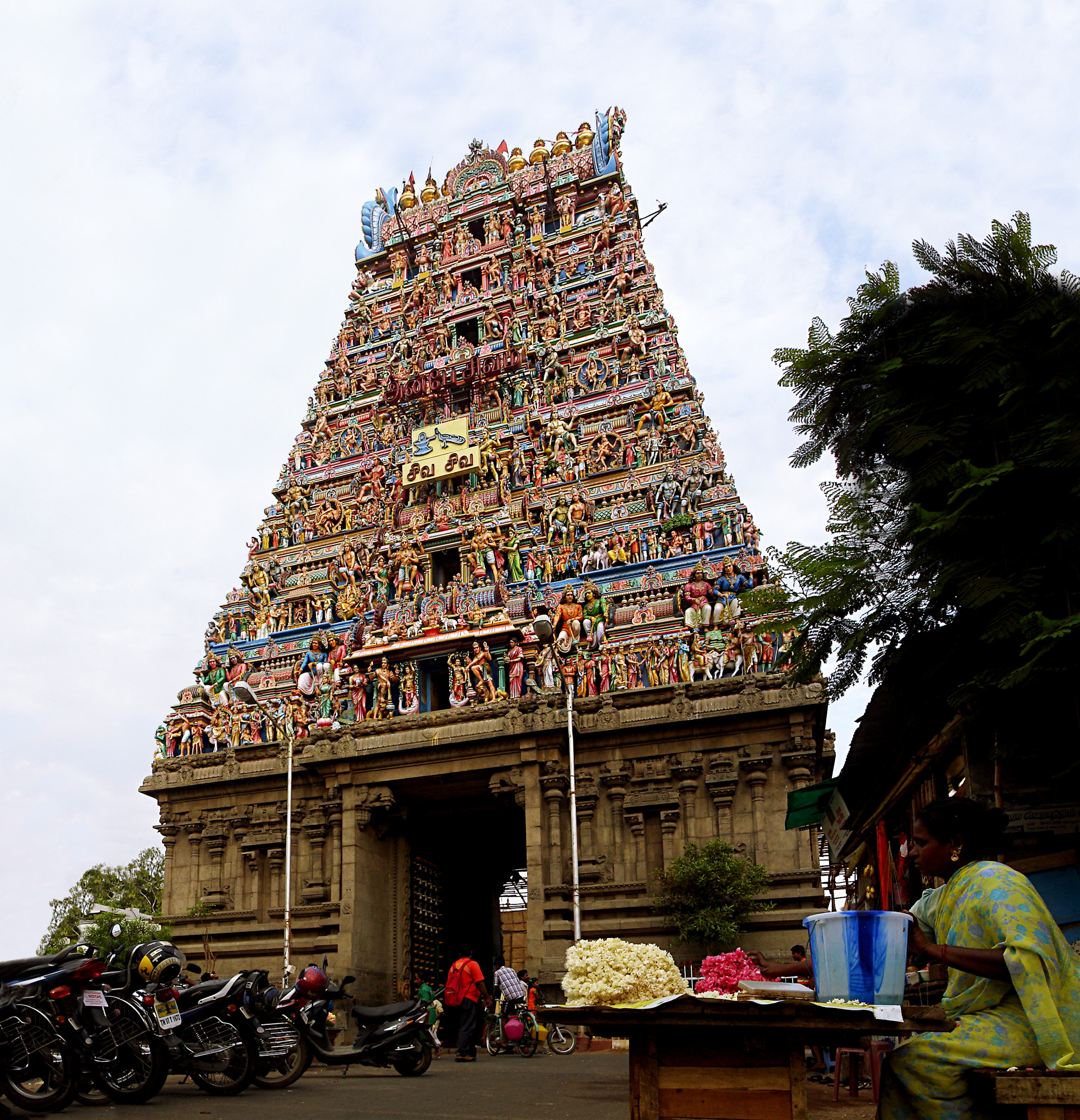
頭蓋骨自在主神廟